# Vitstentjärnen
Vitstentjärnen är en sjö i Dorotea kommun i Lappland och ingår i Ångermanälvens huvudavrinningsområde. Sjön har en area på 0,102 kvadratkilometer och ligger 676,4 meter över havet. Vitstentjärnen ligger i Blaikfjället Natura 2000-område.

## Delavrinningsområde
Vitstentjärnen ingår i det delavrinningsområde (715387-152500) som SMHI kallar för Utloppet av Vitstentjärnen. Medelhöjden är 677 meter över havet och ytan är 0,74 kvadratkilometer. Det finns inga avrinningsområden uppströms utan avrinningsområdet är högsta punkten. Vattendraget som avvattnar avrinningsområdet har biflödesordning 6, vilket innebär att vattnet flödar genom totalt 6 vattendrag innan det når havet efter 308 kilometer. Avrinningsområdet består mestadels av skog (23 procent) och sankmarker (64 procent). Avrinningsområdet har 0,1 kvadratkilometer vattenytor vilket ger det en sjöprocent på 13,4 procent.